# Berend Gabriel Eskeles
Berend Gabriel Eskeles, dit Issachar Berush Eskeles (1691, Olkusz - 2 mars 1753, Vienne), était un banquier autrichien.

## Biographie
Fils de Gabriel Eskeles, il est nommé rabbin de Kremsir en 1710. Occupé par ses affaires commerciales, il était souvent absent et n'occupait pas ces fonctions.
Installé à Vienne, il succède à son père en 1718 dans le rabbinat de Nikolsburg, mais ne quitta pas Vienne où il était associé à son beau-père et à son beau-frère dans les affaires bancaires. En même temps, Eskeles était Landesrabbiner (en) de Moravie ; l'empereur Charles VI le nomma Landesrabbiner de Hongrie en 1725 en remplacement de son beau-père. Il préside également la Cour rabbinique de Hongrie à Vienne.
Gendre de Samson Wertheimer, il est le père du baron Bernhard von Eskeles.

## Sources
- The Eskeles Genealogy, 1995